# Корчовецька сільська рада
Корчове́цька сільська́ ра́да — адміністративно-територіальна одиниця та орган місцевого самоврядування у Глибоцькому районі Чернівецької області. Адміністративний центр — село Корчівці.

## Загальні відомості
- Населення ради: 1 733 особи (станом на 2001 рік)

## Населені пункти
Сільській раді були підпорядковані населені пункти:
- с. Корчівці

## Склад ради
Рада складалася з 16 депутатів та голови.
- Голова ради: Процюк Василь Георгійович
- Секретар ради: Попеску Флоря Троянівна

### Керівний склад попередніх скликань
| Прізвище, ім'я, по батькові | Основні відомості                                                 | Дата обрання | Дата звільнення |
| --------------------------- | ----------------------------------------------------------------- | ------------ | --------------- |
| Процюк Василь Георгійович   | Сільський голова, 1951 року народження, освіта вища, позапартійна | 26.03.2006   | 31.10.2010      |
| Процюк Василь Георгійович   | Сільський голова, 1951 року народження, освіта вища, безпартійний | 31.10.2010   |                 |

Примітка: таблиця складена за даними сайту Верховної Ради України

### Депутати
За результатами місцевих виборів 2010 року депутатами ради стали:

#### За суб'єктами висування
| Суб'єкт висування | Кількість обраних депутатів | %   |
| ----------------- | --------------------------- | --- |
| Самовисування     | 16                          | 100 |

#### За округами
| № округу | Прізвище, ім'я, по батькові  | Дата визнання обраним | Освіта             | Партійна приналежність | Відомості про обраного депутата                 |
| -------- | ---------------------------- | --------------------- | ------------------ | ---------------------- | ----------------------------------------------- |
| 1        | Чиківчук Віталій Георгійович | 03.11.2010            | вища               | позапартійний          | Іживське лісництво, лісничий                    |
| 2        | Боднарюк Ольга Тодорівна     | 03.11.2010            | вища               | позапартійна           | Купська ветеринарна лікарня, ветеринарний лікар |
| 3        | Боднарюк Анатолій Вікторович | 03.11.2010            | середня спеціальна | позапартійний          | приватний підприємець                           |
| 4        | Крищук Олтіца Василівна      | 03.11.2010            | середня спеціальна | позапартійна           | Корчівецька сільська рада, соціальний працівник |
| 5        | Ньока Василь Іванович        | 03.11.2010            | середня спеціальна | позапартійний          | Корчівецька загальноосвітня школа, водій        |
| 6        | Попеску Родіка Іллівна       | 03.11.2010            | середня спеціальна | позапартійна           | приватний підприємець                           |
| 7        | Кацарова Анжела Михайлівна   | 03.11.2010            | вища               | позапартійна           | Корчівецька сільська рада, касир                |
| 8        | Овачук Інна Іванівна         | 03.11.2010            | вища               | позапартійна           | приватний підприємець                           |
| 9        | Паращук Неля Василівна       | 03.11.2010            | середня            | позапартійна           | Корчівецька сільська рада, соціальний працівник |
| 10       | Куницький Дмитро Васильович  | 03.11.2010            | вища               | позапартійний          | Корчівецька загальноосвітня школа, вчитель      |
| 11       | Томюк Олена Петрівна         | 03.11.2010            | вища               | позапартійна           | тимчасово не працює                             |
| 12       | Чиківчук Денис Георгійович   | 03.11.2010            | вища               | позапартійний          | Корчівецька загальноосвітня школа, вчитель      |
| 13       | Нікорич Віорел Васильович    | 03.11.2010            | середня            | позапартійний          | Петрівецьке лісництво, тракторист               |
| 14       | Попеску Флоря Троянівна      | 03.11.2010            | середня            | позапартійна           | Корчівецька сільська рада, секретар             |
| 15       | Фретеучан Василь Степанович  | 03.11.2010            | вища               | позапартійний          | ВАЗПСМ, лікар                                   |
| 16       | Чиківчук Маргаліна Іванівна  | 03.11.2010            | вища               | позапартійна           | Корчівецька сільська рада, бухгалтер            |